# 丘力居
丘力居（？—？），東漢末年遼西郡烏丸族的首領，有眾五千餘落。

## 生平
漢靈帝初年，丘力居为辽西乌桓大人，拥从五千余帐落，称王。中平四年（公元187年），漁陽郡人張舉、中山國相張純起兵反叛東漢，並與丘力居結盟，為三郡烏丸元帥。丘力居攻略薊城，殺略吏民，橫行於幽州、冀州、青州、徐州等四州。为骑都尉公孙瓒败于辽东属国石门（山名，在营州柳城县西南），出塞。后聚众围公孙瓒于辽西管子城，长达二百余日，使公孙瓒军分散逃还，死者达十之五六，继因本军饥困，走柳城。
漢朝皇族後裔劉虞曾經擔任幽州刺史，百姓及胡人懷念其恩德威信。漢靈帝中平六年（189年），劉虞擔任幽州牧，派使者到烏丸，告以利害，並要求送上張純等人的首級。丘力居等人得知劉虞到來，非常高興，派遣譯者與使者回到幽州。張純等人只得逃到邊塞去。
汉献帝初平年间，丘力居去世。兒子樓班年幼，於是由從子蹋頓代立，總攝三王部。